# Ustrzyki Dolne község
Ustrzyki Dolne község Lengyelország délkeleti részén, a Kárpátaljai vajdaságban, a Bieszczady járásban található település. A község székhelye Ustrzyki Dolne, amely 80 kilométernyire délkeletre fekszik a vajdaság központjától, Rzeszówtól.
A község területe 477,7 négyzetkilométer, és a 2006-os adatok alapján 17623 fő él itt, melyből 9478 fő Ustrzyki Dolne területén él.
A község területén fekszik a Słonne-hegység Tájképvédelmi Park természetvédelmi terület egy része.

## Települések a községben
Ustrzyki Dolne községben az alábbi települések találhatóak:
- Arłamów
- Bandrów Narodowy
- Brelików
- Brzegi Dolne
- Dźwiniacz Dolny
- Grąziowa
- Hoszów
- Hoszowczyk
- Jałowe
- Jamna Dolna
- Jamna Górna
- Jureczkowa
- Krościenko
- Kwaszenina
- Leszczowate
- Liskowate
- Łobozew Dolny
- Łobozew Górny
- Łodyna
- Moczary
- Nowosielce Kozickie
- Ropienka
- Równia
- Serednica
- Stańkowa
- Teleśnica Oszwarowa
- Trójca
- Trzcianiec
- Ustjanowa Dolna
- Ustjanowa Górna
- Wojtkowa
- Wojtkówka
- Wola Romanowa
- Zadwórze
- Zawadka

## Szomszédos községek
Ustrzyki Dolne községet Bircza község, Czarna község, Fredropol község, Olszanicza község és Solina község határolja.

## Fordítás
Ez a szócikk részben vagy egészben  a   Gmina Ustrzyki Dolne című angol Wikipédia-szócikk ezen változatának fordításán alapul.  Az eredeti cikk szerkesztőit annak laptörténete sorolja fel. Ez a jelzés csupán a megfogalmazás eredetét és a szerzői jogokat jelzi, nem szolgál a cikkben szereplő információk forrásmegjelöléseként.